# Coppa Intercontinentale 1970 (pallacanestro)
La Coppa intercontinentale di pallacanestro del 1970 si è giocata in Italia, a Varese, ed è stata vinta dai padroni di casa della Pallacanestro Varese.

## Formula
Parteciparono la Pallacanestro Varese come squadra ospitante, Real Madrid e Slavia Praga in rappresentanza dell'Europa, il Corinthias per il Sudamerica ed il Columbia Sertoma Club per la lega statunitense NABL. Per la prima volta non si disputa un torneo ad eliminazione diretta ma un girone a turno unico.

## Risultati

### Partite
23 settembre 1970
| Real Madrid  | 71–67 | Columbia Sertoma Club |
| Pall. Varese | 84–57 | Corinthians Paulista  |

24 settembre 1970
| Corinthians Paulista | 82–74 | Slavia VŠ Praga |
| Pall. Varese         | 81–60 | Real Madrid     |

25 settembre 1970
| Real Madrid     | 78–77 | Corinthians Paulista  |
| Slavia VŠ Praga | 81–74 | Columbia Sertoma Club |

26 settembre 1970
| Corinthians Paulista | 83–62 | Columbia Sertoma Club |
| Pall. Varese         | 71–63 | Slavia VŠ Praga       |

27 settembre 1970
| Real Madrid  | 105–99 | Slavia VŠ Praga       |
| Pall. Varese | 53–49  | Columbia Sertoma Club |

### Classifica finale
|    | Squadra               | Gioc. | V | P | PF  | PS  | Punti |
| -- | --------------------- | ----- | - | - | --- | --- | ----- |
| 1. | Pall. Varese          | 4     | 4 | 0 | 289 | 229 | 8     |
| 2. | Real Madrid           | 4     | 3 | 1 | 314 | 324 | 6     |
| 3. | Corinthians Paulista  | 4     | 2 | 2 | 299 | 298 | 4     |
| 4. | Slavia VŠ Praga       | 4     | 1 | 3 | 317 | 332 | 2     |
| 5. | Columbia Sertoma Club | 4     | 0 | 4 | 252 | 288 | 0     |

| Coppa Intercontinentale 1970   |
| ------------------------------ |
| Pallacanestro Varese 2º titolo |

## Formazione vincitrice

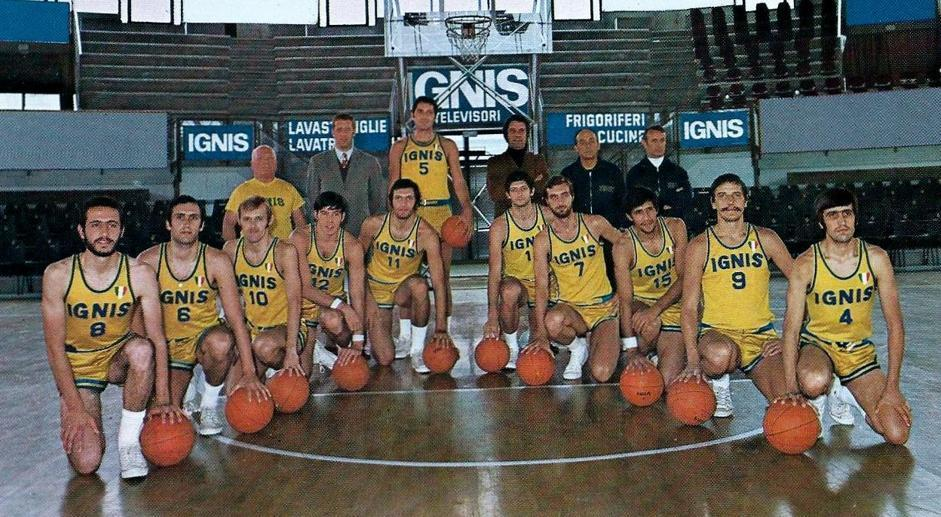
La formazione dell'Ignis Varese nel 1970-1971

| N° | Naz.                   | Ruolo | Sportivo           |  | Alt. |  |
| -- | ---------------------- | ----- | ------------------ |  | ---- |  |
| 4  | Italia (bandiera)      | P     | Edoardo Rusconi    |  |      |  |
| 5  | Italia (bandiera)      | C     | Ottorino Flaborea  |  |      |  |
| 6  | Italia (bandiera)      | A     | Paolo Polzot       |  |      |  |
| 7  | Italia (bandiera)      | C     | Augusto D'Amico    |  |      |  |
| 8  | Italia (bandiera)      | P     | Giorgio Consonni   |  |      |  |
| 9  | Italia (bandiera)      | A     | Paolo Vittori      |  |      |  |
| 10 | Italia (bandiera)      | P     | Aldo Ossola        |  |      |  |
| 11 | Italia (bandiera)      | C     | Dino Meneghin      |  |      |  |
| 12 | Stati Uniti (bandiera) | A     | John Fultz         |  |      |  |
| 13 | Italia (bandiera)      | P     | Antonio Bulgheroni |  |      |  |
| 14 | Italia (bandiera)      | C     | Ivan Bisson        |  |      |  |
| 15 | Messico (bandiera)     | AP    | Manuel Raga        |  |      |  |
|    | Italia (bandiera)      | C     | Lino Paschini      |  |      |  |
|    | Italia (bandiera)      | P     | Massimo Villetti   |  |      |  |
|    | Italia (bandiera)      | C     | Giovanni Gavagnin  |  |      |  |
|    | Jugoslavia (bandiera)  | All.  | Aza Nikolić        |  |      |  |